# Krupače
Krupače is een plaats in de gemeente Krašić in de Kroatische provincie Zagreb. De plaats telt 71 inwoners (2001).